# Про Клаву Іванову
«Про Клаву Іванову» — радянський кольоровий мелодраматичний телефільм 1969 року, знятий режисером Леонідом Марягіним на кіностудії «Мосфільм».

## Сюжет
За мотивами однойменної повісті Володимира Чивіліхіна. Клава Іванова та Петро Спірін працюють в одному залізничному депо. Їх пов'язують дивні стосунки. Клава, яка ніжно і віддано кохає легковажного Петра, якось вирішує з ним розлучитися.

## У ролях
- Наталія Ричагова — Клава Іванова
- Геннадій Сайфулін — Петро Спірін
- Борис Кудрявцев — «Глухар», начальник цеху
- Андрій Манке — Альоша Трифонов, солдат стройбату
- Єлизавета Нікіщихіна — Тамара, робітниця
- Лев Круглий — головний інженер
- Валентина Березуцька — чергова в гуртожитку
- Євген Шутов — Нефедич, залізничник
- Олександр Лук'янов — верстатник
- Петро Любешкін — майстер
- Є. Харибін — епізод
- Лев Дуров — прапорщик
- Алла Мещерякова — робітниця
- Алевтина Рум'янцева — робітниця
- Іван Жеваго — робітник
- Костянтин Бєрдіков — робітник
- Олександр Березняк — епізод

## Знімальна група
- Режисер — Леонід Марягін
- Сценарист — Віктор Потєйкін
- Оператор — Сергій Зайцев
- Композитор — Ян Френкель
- Художник — Василь Щербак